# Museum Kennemerland
Museum Kennemerland is een streekmuseum in de Noord-Hollandse stad Beverwijk. Het museum is sinds 1991 gevestigd in het voormalige raadhuis van Wijk aan Zee en Duin uit 1908. Naast een vaste collectie zijn er ook wisselende tentoonstellingen.
Het museum is de opvolger van de in 1930 opgerichte Kennemer Oudheidkamer, die in de buitenplaats Scheijbeeck gevestigd was.

## Collectie
In het museum wordt aandacht besteed aan de geschiedenis van Midden-Kennemerland, met name de plaatsen Beverwijk, Heemskerk en Velsen. De vaste collectie bestaat uit een groot aantal deelverzamelingen, die in de loop der jaren opgebouwd zijn door aankopen of door schenkingen. 
In de collectie bevinden zich twee grote deelcollecties van fabrieken die in de omgeving actief waren; Potterie Kennemerland uit Velsen en Tapijtknoperij Kinheim uit Beverwijk. Het museum bezit ongeveer 300 objecten van het Velser aardewerk. Van de tapijtknoperij staat in het museum onder andere een een origineel weefgetouw met bank en een grote verscheidenheid aan tapijten, kussens, lopers en  wandtapijten. Van de heer Mastenbroek, de laatste eigenaar van de tapijtknoperij kreeg het museum fotoboeken van de fabriek, foto's van de diverse objecten en van de locaties waar de tapijten zich toen bevonden. Daarnaast schonk hij het museum drie proeflappen en een groot, bronzen bord met de naam van de "knooperij", dat vroeger op het toegangshek zat.

## Wisselende tentoonstellingen
Het museum organiseert regelmatig tijdelijke tentoonstellingen over plaatselijke of regionale thema's; ook worden er tentoonstellingen gehouden over beeldend kunstenaars uit de streek. Zo organiseerde het museum in 2007 een tentoonstelling over het vijftig jarig jubileum van de Velsertunnel, waarbij ingegaan werd op de aanleg en de grote gevolgen in economisch en landschappelijk opzicht van de tunnel voor de streek. Ook de bouwtechniek, zoals toegepast door Rijkswaterstaat en de bouwers zelf kregen ruime aandacht. De tentoonstelling Mannen van IJzer en Staal stond stil bij de geschiedenis van de Hoogovens/Corus.
Het museum biedt ook aan verzamelaars de gelegenheid om in mini-tentoonstellingen (delen van) hun verzameling aan het publiek te presenteren.